# イワウロコインコ
イワウロコインコ（岩鱗鸚哥、学名：Pyrrhura rupicola）は、オウム目インコ科ウロコメキシコインコ属に分類される鳥。

## 特徴
全長25cm。体色は緑色が中心であるが、頭部は黒褐色の帽子をかぶったようになっている。英名の「Black-capped Parakeet」はこの特徴から来ている。また、首周りの羽には白っぽいものが混じる。人の手のひらの上でひっくり返る個体がいることが知られているが、ひっくり返る理由についてはよくわかっていない。

## 分布
南アメリカの高山帯などに生息していることが知られている。

## 亜種
以下の二亜種が知られている。
- P. r. rupicola: 中央ペルーに生息。
- P. r. sandiae:東南ペルー、北ボリビア、南西ブラジルに生息。